# Turris nadaensis
Turris nadaensis é uma espécie de gastrópode do gênero Turris, pertencente a família Turridae.